# Кук, Тед (футболист)
Тед Кук (англ. Ted Cook; 26 июня 1901 — 27 февраля 1957) — новозеландский футболист, участник первого международного матча в истории сборной Новой Зеландии.

## Карьера
Дебютировал за сборную Новой Зеландии 17 июня 1922 года в её первом товарищеском матче против сборной Австралии (3:1), в котором отметился дублем, став одним из первых автором голов в истории сборной. Автором другого гола в этой встрече стал Уильям Нотт. 24 июня и 8 июля того же года снова сыграл против Австралии, отметившись голами в обоих матчах.